# Anna Szulc
Anna Szulc (ur. 13 czerwca 1948 w Częstochowie, zm. 10 września 2021) – dziennikarka, wieloletnia prezenterka i autorka programów telewizyjnych w TVP1 i TVP Polonia, nauczycielka matematyki.

## Życiorys
Absolwentka IV LO im. H. Sienkiewicza w Częstochowie oraz Wydziału Filologii Romańskiej na Uniwersytecie Warszawskim. Tłumacz języka francuskiego.
Prowadziła w latach 1978–2003 m.in. „Antenę”, „Telewizjer”, „Studio Lato”, „Koncert życzeń”, rozmowy z gościem programów w TVP1 i TVP Polonia. W latach 1994 i 1995 prowadziła współautorski program „Zwyczajni-Niezwyczajni”- zrezygnowała z niego po nieporozumieniach w zespole. Prowadziła teleturniej wiedzy o Francji „Bonjour la France” w TVP1 i TVP3 Katowice. Autorka i gospodyni programu promującego utalentowaną młodzież „Pokaż, co potrafisz-Akademia IQ” w latach 2000–2001 (14 odcinków). Następnie w latach 2001–2003 prowadziła wraz z córką Katarzyną Szulc program redakcji katolickiej „Babiniec”- 106 odcinków. Okazjonalnie prowadziła też programy kulturalne i o kulturze Francji. Współprowadziła Festiwal w Opolu. Współprowadziła Festiwal Piosenki Żołnierskiej w Kołobrzegu. Kilka lat pracowała w redakcji współpracy zagranicznej i handlowej TVP, zaś z firmy odeszła w 2004. Brała udział jako gość programu w innych stacjach m.in. w Polsacie w „Kalamburach” i TVN w programie „Co tu jest grane”.